# Mechthild Krause
Mechthild Krause (* 12. März 1976 in Görlitz) ist eine deutsche Radioonkologin, Wissenschaftlerin und Hochschullehrerin. Krause ist Professorin für Translationale Radioonkologie, Direktorin der Klinik und Poliklinik für Strahlentherapie und Radioonkologie des Universitätsklinikums Carl Gustav Carus Dresden und leitet das Institut für Radioonkologie (OncoRay) am Helmholtz-Zentrum Dresden-Rossendorf. Seit Juni 2023 ist Krause Präsidentin der Deutschen Gesellschaft für Radioonkologie.

## Werdegang
Krause absolvierte das Abitur in ihrer Geburtsstadt Görlitz und anschließend ein Studium der Medizin an der Medizinischen Fakultät der Technischen Universität Dresden. In dieser Zeit forschte sie unter Michael Baumann am Strahlenbiologischen Labor der Klinik und Poliklinik für Strahlentherapie. Im Jahr 2002 wurde Krause mit dem Thema "Reoxygenierung und Repopulierung klonogener Tumorzellen während fraktionierter Strahlentherapie in humanen FaDu Plattenepithelkarzinomen in Nacktmäusen" mit dem Prädikat "Summa cum laude" zum Doktor der Medizin promoviert. Im Anschluss an ihr Studium forschte Krause bis 2001 zunächst im Strahlenbiologischen Labor der Klinik und Poliklinik für Strahlentherapie und Radioonkologie, wurde dann Ärztin im Praktikum und im Jahr 2003 schließlich Assistenzärztin in dieser Klinik. Im Jahr 2006 erhielt sie die Anerkennung als Fachärztin im Fachgebiet Strahlentherapie. Sei verblieb als Ärztin an der Dresdner Klinik und Poliklinik für Strahlentherapie und Radioonkologie, betrieb aber zeitgleich Forschungen im Themenfeld der Möglichkeiten der Kombination von Strahlentherapie und molekular wirksamen Medikamenten bei der biologischen Individualisierung von Strahlentherapie.   
Krause habilitierte sich im Jahr 2007 im Fachgebiet Strahlentherapie und Radioonkologie an der Dresdner TU. In ihrer Habilitationsschrift beschäftigte sie sich mit einer Untersuchung zur Hemmung des Epidermalen Wachstumsfaktors (EGFR). Im selben Jahr war Krause als Wissenschaftliche Mitarbeiterin am Princess Margaret Hospital der University of Toronto tätig. Im Jahr 2008 wurde Krause zur Privatdozentin ernannt und erhielt im Jahr 2012 am Universitätsklinikum Heidelberg ihre Fachkunde  Protonentherapie. Ein Jahr später wurde sie Professorin für Translationale Radioonkologie am  Universitätsklinikum Carl Gustav Carus Dresden. Hier gehörten, neben der Protonentherapie, das klinische Studienzentrum sowie die Behandlung von Patienten mit Hirntumoren und Brustkrebs zu ihrem Verantwortungsbereich. Krause ist zudem Mitglied verschiedener Gremien der Dresdner TU. Sie gehört seit 2004 der Tierversuchskommission und seit 2008 Mitglied der Auswahlkommission für die Zulassung zum Medizinstudium an. In den Jahren 2012 und 2013 war sie Mitglied der Forschungskommission der Medizinischen Fakultät Carl Gustav Carus der TU Dresden.
Am 1. November 2016 übernahm Krause die Leitung der Klinik und Poliklinik für Strahlentherapie und Radioonkologie der Dresdner Universitätsklinik und wurde somit weltweit zur einzigen Frau die als Klinikleitung einer Einrichtung vorsteht, die beide Formen der Strahlentherapie anbietet.

## Engagement
Krause gehört dem geschäftsführenden Direktorium des Nationalen Centrums für Tumorerkrankungen Dresden (NCT/UCC) an. Zudem engagiert sie sich in verschiedenen Gremien und Gesellschaften. Im Juni 2021 wurde sie von der Deutschen Gesellschaft für Radioonkologie zur zukünftigen Präsidentin gewählt. Sie übernahm das Amt im August 2023. Von 2013 bis 2016 gehörte sie zum Editorial Board der Zeitschrift „Strahlentherapie und Onkologie“. Das offizielle Organ der Fachgesellschaft erscheint im Springer Medizin Verlag. Seit 2016 hat Krause die Schriftleitung der Fachzeitschrift inne.

## Expertise
Krause zählt zu den europaweit führenden Experten in der Protonentherapie und der Photonentherapie. Für ihre wissenschaftlichen Leistungen wurde sie vielfach ausgezeichnet:
- 2002 Carl Gustav Carus Förderpreis der Technischen Universität Dresden
- 2005 VARIAN Juliana Denekamp Award der European Society for Therapeutic Radiation Oncology (ESTRO) für die Arbeit Decreased repopulation as well as increased reoxygenation contribute to the improvement in local control after targeting of the EGFR by C223 during fractionated irradiation[7]
- 2009 Hermann-Holthusen-Preis der Deutschen Gesellschaft für Radioonkologie (DEGRO)[8]